# Etrumeus whiteheadi
Etrumeus whiteheadi és una espècie de peix pertanyent a la família dels clupeids.

## Descripció
- Pot arribar a fer 20 cm de llargària màxima.
- 10-13 radis tous a l'aleta anal.[2][3]

## Alimentació
Menja zooplàncton.
És depredat per Helicolenus dactylopterus, Merluccius capensis, Chelidonichthys capensis, Arctocephalus pusillus pusillus, el tauró bronzat (Carcharhinus brachyurus), la rajada blanca (Raja alba), la clavellada (Raja clavata), el peix martell (Sphyrna zygaena), l'agullat (Squalus acanthias) i Squalus megalops.

## Hàbitat
És un peix marí, pelàgic-nerític i de clima subtropical (23°S-54°S, 14°E-23°E) que viu entre 0-200 m de fondària.

## Distribució geogràfica
Es troba a l'Atlàntic sud-oriental: Sud-àfrica (des de Walvis Bay fins a Durban) i Namíbia.

## Observacions
És inofensiu per als humans.